# Ꞵ
Pour les articles homonymes, voir Bêta (homonymie).
Ꞵ (minuscule : ꞵ), bêta, ou aussi appelé bêta latin, est une lettre additionnelle de l’alphabet latin. Elle tient sa forme de la lettre grecque minuscule bêta ‹ β ›. Elle est utilisée dans l’Alphabet scientifique des langues du Gabon, notamment pour les langues apindji, barama, benga, galwa, geviya, kande, kaningi, lumbu, myènè, nduumo, ngom, pove, punu, sangu ou vungu.

## Utilisation
Un bêta avec une majuscule différente du bêta grec majuscule (et différente du bêta latin utilisé dans les alphabets africains) est utilisé par Arvid Genetz (fi) dans la transcription du mari, dans les années 1880 et 1890, notamment dans le Journal de la Société finno-ougrienne (Suomalais-Ugrilaisen Seuran Aikakauskirja),.
En 1901, Eemil Nestor Setälä propose les lettres grecques phi et bêta comme symboles pour respectivement la consonne fricative bilabiale sourde et la consonne fricative bilabiale voisée pour la transcription phonétique des langues finno-ougriennes comme l’avait fait Arvid Genetz.
L’alphabet phonétique américaniste, proposé par l’American Anthropological Association en 1916, utilise les lettres grecques φ et ꞵ comme symboles phonétiques pour les consonnes fricatives bilabiales mais recommande d’utiliser les mêmes lettres f et v que pour les consonnes fricatives labio-dentales dans les orthographes pratiques.
L’alphabet phonétique international utilise un symbole bêta depuis 1927, après que celui-ci soit proposé comme symbole phonétique lors de la conférence de Copenhague de 1925,, officiellement représenté par le caractère de la lettre grecque ‹ β › mais, en théorie, avec une forme latine ‹ ꞵ › (comme les autres symboles empruntés à l’alphabet grec : ɛ, ɸ, ɣ, θ, ꭓ),.
En 1931, Clement M. Doke utilise le bêta β pour une consonne spirante labio-dentale voisée [ʋ], inversant la consonne représenté avec ce symbole adopté en 1927 avec celle qu’il remplacé, c’est-à-dire le v crosse ʋ pour une consonne fricative bilabiale voisée [β].
Jean-Marie Pruvost-Beaurain propose, dans le Dictionnaire actuel de la langue française publié en 1985, d’utiliser le bêta latin ꞵ et le phi latin ɸ de l’alphabet phonétique international pour noter les consonnes bilabiales fricatives respectivement voisée et sourde et d’utiliser le bêta grec β et le phi grec φ pour noter les consonnes bilabiales spirantes respectivement voisée et sourde, distinguant le bêta latin avec des empattements du bêta grec sans empattements.
Le bêta latin est utilisé dans l’Alphabet scientifique des langues du Gabon de 1989 et dans certaines langues du Gabon.
Le bêta latin est aussi utilisé dans l’orthographe bangwa de 2013 d’Émile Gille Nguendjio, par exemple dans le mot ‹ káꞵé › [ka˥βe˥] « couvrir ». Cependant, Nguendjio utilise la lettre ‹ p ›, pour cet allophone de la consonne occlusive bilabiale sourde [p], avec sa nouvelle orthographe de 2014, par exemple ‹ kapə › [ka˥βe˩].
En 2025, Alex Kasonde propose d’utiliser des lettres additionnelles dont le bêta ‹ ꞵ › en position intervocalique ou pré-vocalique, de manière distinctive du b plutôt utilisé dans le digramme ‹ mb ›, dans un alphabet révisé du bemba.

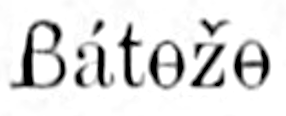
Mot avec un bêta majuscule dans le Journal de la Société finno-ougrienne, vol. 13, 1895.
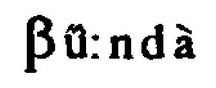
Mot avec un bêta majuscule dans Jean Alain Blanchon, Douze études sur les langues du Gabon et du Congo-Brazzaville, 1999.

## Représentations informatiques
Le bêta latin peut être représenté avec les caractères Unicode (latin étendu D) suivants :
| formes    | représentations | chaînes de caractères | points de code | descriptions                  | notes |
| --------- | --------------- | --------------------- | -------------- | ----------------------------- | --- |
| majuscule | Ꞵ               | Ꞵ                     | U+A7B4         | letter majuscule latine bêta  | À ne pas confondre avec la lettre majuscule grecque bêta ‹ Β › U+0392 ou la lettre majuscule latine b ‹ B › U+0042. Depuis Unicode 8.0 (juin 2015). |
| minuscule | ꞵ               | ꞵ                     | U+A7B5         | lettre minuscule latine bêta  | À ne pas confondre avec la lettre minuscule grecque bêta ‹ β › U+03B2. Depuis Unicode 8.0 (juin 2015).                                              |
| minuscule | β               | β                     | U+03B2         | lettre minuscule grecque bêta | Caractère officiel du symbole bêta dans l’alphabet phonétique international                                                                         |